# Carcelia rufiventris
Carcelia rufiventris là một loài ruồi trong họ Tachinidae.